# Notre-Dame-de-l'Isle
Pour les articles homonymes, voir Notre-Dame et l'Isle.
Notre-Dame-de-l'Isle est une commune française située dans le département de l'Eure, en région Normandie.
Ses habitants sont appelés les Islois.

## Géographie

### Localisation
| Port-Mort                                                     | Hennezis                | Mézières-en-Vexin                         |
| Port-Mort Saint-Pierre-la-Garenne                             | Notre-Dame-de-l'Isle    | Vexin-sur-Epte (comm. dél. de Panilleuse) |
| La Chapelle-Longueville (comm. dél. de Saint-Pierre-d'Autils) | Pressagny-l'Orgueilleux | Pressagny-l'Orgueilleux                   |

### Hydrographie
La commune est située dans le bassin Seine-Normandie. Elle est drainée par la Seine, le ruisseau de Saint-Ouen, un bras de la Seine, le ruisseau Sainte-Genevieve et un autre petit cours d'eau,.

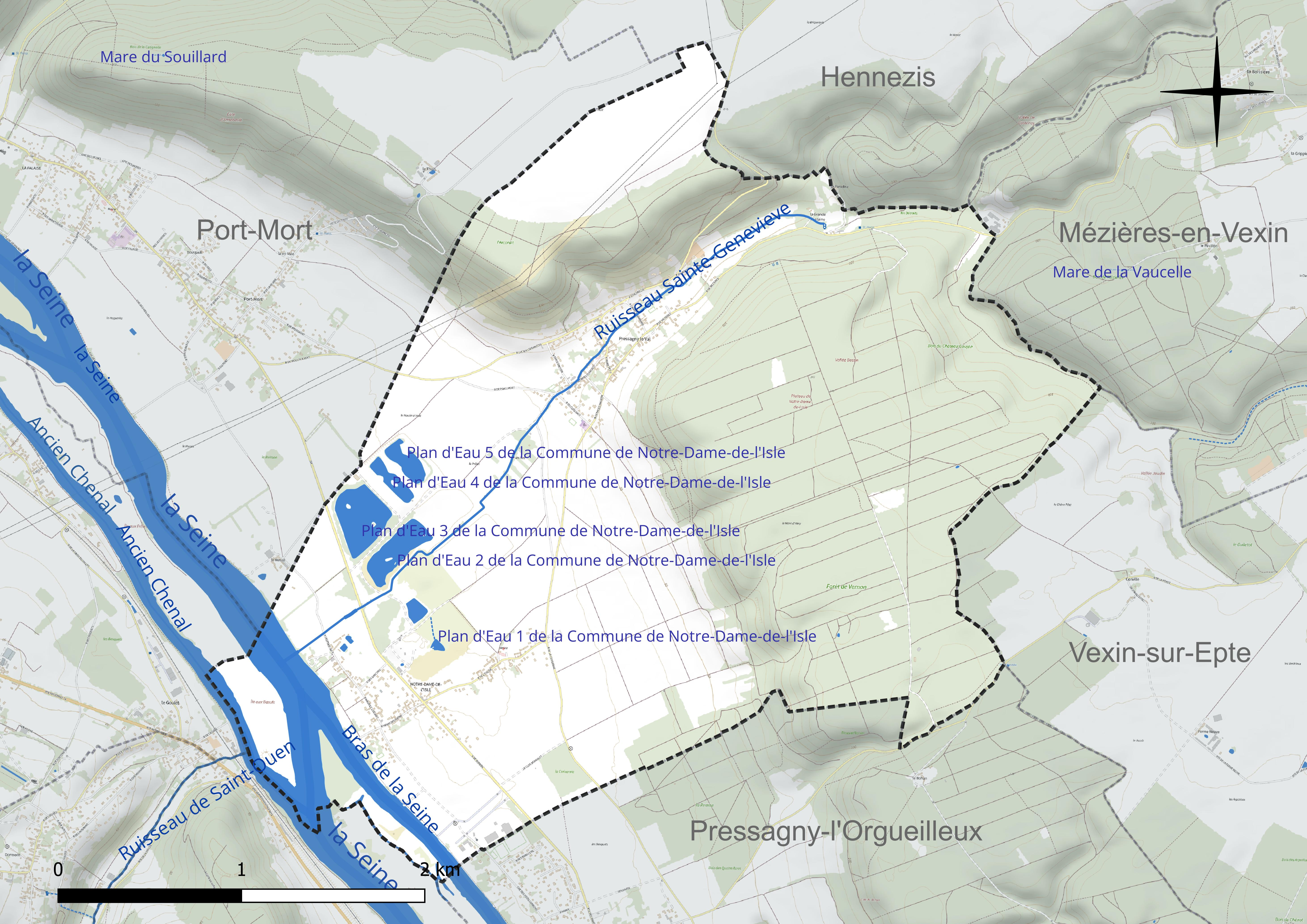
Réseau hydrographique de Notre-Dame-de-l'Isle.

Cinq plans d'eau complètent le réseau hydrographique : le plan d'eau 1 de la commune de Notre-Dame-de-l'Isle (0,3 ha), le plan d'eau 2 de la commune de Notre-Dame-de-l'Isle (5,2 ha), le plan d'eau 3 de la commune de Notre-Dame-de-l'Isle (7,5 ha), le plan d'eau 4 de la commune de Notre-Dame-de-l'Isle (1,9 ha) et le plan d'eau 5 de la commune de Notre-Dame-de-l'Isle (2,4 ha),.

### Climat
Pour des articles plus généraux, voir Climat de la Normandie et Climat de l'Eure.
En 2010, le climat de la commune est de type climat océanique dégradé des plaines du Centre et du Nord, selon une étude du CNRS s'appuyant sur une série de données couvrant la période 1971-2000. En 2020, Météo-France publie une typologie des climats de la France métropolitaine dans laquelle la commune est exposée à un climat océanique et est dans la région climatique  Sud-ouest du bassin Parisien, caractérisée par une faible pluviométrie, notamment au printemps (120 à 150 mm) et un hiver froid (3,5 °C). Parallèlement le GIEC normand, un groupe régional d’experts sur le climat, différencie quant à lui, dans une étude de 2020, trois grands types de climats pour la région Normandie, nuancés à une échelle plus fine par les facteurs géographiques locaux. La commune est, selon ce zonage, exposée à un « climat des plateaux abrités », correspondant aux plaines agricoles de l’Eure, avec une pluviométrie beaucoup plus faible que dans la plaine de Caen en raison du double effet d’abri provoqué par les collines du Bocage normand et par celles qui s’étendent sur un axe du Pays d'Auge au Perche.
Pour la période 1971-2000, la température annuelle moyenne est de 11,2 °C, avec  une amplitude thermique annuelle de 14,4 °C. Le cumul annuel moyen de précipitations est de 686 mm, avec 11,5 jours de précipitations en janvier et 7,7 jours en juillet. Pour la période 1991-2020, la température moyenne annuelle observée sur la station météorologique la plus proche, située sur la commune de Muids à 13 km à vol d'oiseau, est de 12,0 °C et le cumul annuel moyen de précipitations est de 609,1 mm,. Pour l'avenir, les paramètres climatiques de la commune estimés pour 2050 selon différents scénarios d’émission de gaz à effet de serre sont consultables sur un site dédié publié par Météo-France en novembre 2022.

## Urbanisme

### Typologie
Au 1er janvier 2024, Notre-Dame-de-l'Isle est catégorisée commune rurale à habitat dispersé, selon la nouvelle grille communale de densité à 7 niveaux définie par l'Insee en 2022.
Elle est située hors unité urbaine. Par ailleurs la commune fait partie de l'aire d'attraction de Paris, dont elle est une commune de la couronne,. 

### Occupation des sols
L'occupation des sols de la commune, telle qu'elle ressort de la base de données européenne d’occupation biophysique des sols Corine Land Cover (CLC), est marquée par l'importance des forêts et milieux semi-naturels (49,5 % en 2018), en augmentation par rapport à 1990 (46,6 %). La répartition détaillée en 2018 est la suivante : 
forêts (46,6 %), terres arables (34 %), zones urbanisées (7,6 %), mines, décharges et chantiers (3,7 %), eaux continentales (3,6 %), milieux à végétation arbustive et/ou herbacée (2,9 %), prairies (1,6 %). L'évolution de l’occupation des sols de la commune et de ses infrastructures peut être observée sur les différentes représentations cartographiques du territoire : la carte de Cassini (XVIIIe siècle), la carte d'état-major (1820-1866) et les cartes ou photos aériennes de l'IGN pour la période actuelle (1950 à aujourd'hui).

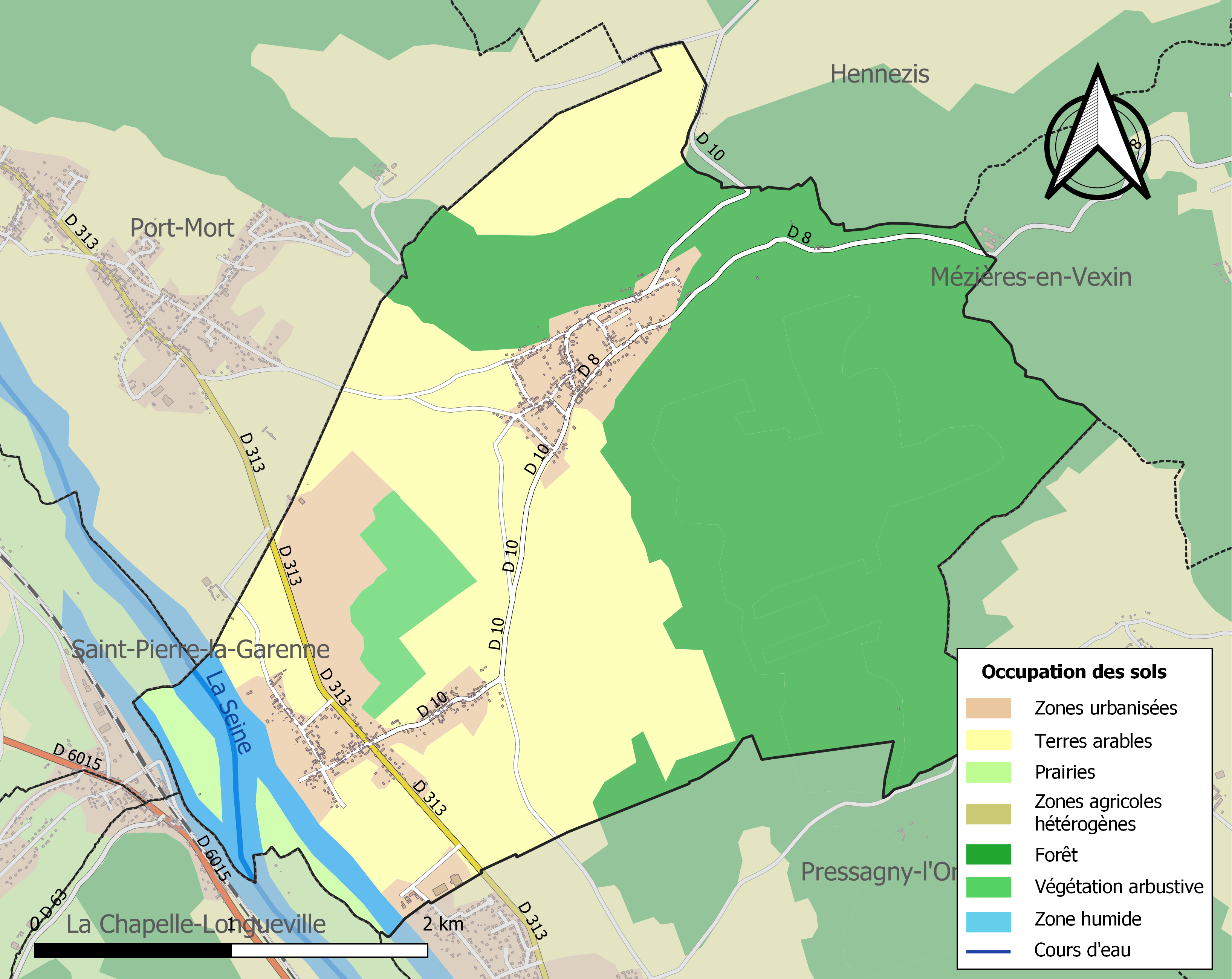
Carte des infrastructures et de l'occupation des sols de la commune en 2018 (CLC).

## Toponymie
Le nom de la localité est attesté sous les formes latinisées : Sancta Maria de Pressegniis insula vers 1240, Pressegni l'Isle au XIVe siècle.
Cela correspond à l'ancienne extension de l'antique Prisciniacum, dont le nom subsiste aujourd'hui dans le hameau de Pressagny-le-Val et dans celui de la commune de Pressagny-l'Orgueilleux, jadis composante du même village.
Le nom de Nostre-Dame de l'Isle apparaît en 1412 : Notre-Dame remplace souvent Sainte Marie.
Le déterminant de-l'Isle se réfère à l'Île aux Bœufs située sur la Seine.

## Histoire
C'est sur l'île aux Bœufs que Philippe Auguste fit ériger un fort pour préparer la conquête de la Normandie du duc Richard Cœur de Lion. Ses vestiges sont de nos jours engloutis depuis la mise en service de l'écluse Notre-Dame-de-la-Garenne. L'auteur Jean Mineray propose une carte des lieux aux alentours de 1200.

## Politique et administration
| Période                                  | Période  | Identité       | Étiquette | Qualité       |
| ---------------------------------------- | -------- | -------------- | --------- | ------------- |
| Les données manquantes sont à compléter. |          |                |           |               |
| 1939                                     |          | Mouque         |           |               |
| Les données manquantes sont à compléter. |          |                |           |               |
| avant 1995                               | 2014     | Alain Jegado   |           |               |
| mars 2014                                | En cours | Thibaut Beauté | DVD       | Fonctionnaire |

## Démographie
L'évolution du nombre d'habitants est connue à travers les recensements de la population effectués dans la commune depuis 1793. Pour les communes de moins de 10 000 habitants, une enquête de recensement portant sur toute la population est réalisée tous les cinq ans, les populations de référence des années intermédiaires étant quant à elles estimées par interpolation ou extrapolation. Pour la commune, le premier recensement exhaustif entrant dans le cadre du nouveau dispositif a été réalisé en 2005.

En 2022, la commune comptait 643 habitants, en évolution de −4,03 % par rapport à 2016 (Eure : −0,25 %, France hors Mayotte : +2,11 %).
| 1793 | 1800 | 1806 | 1821 | 1831 | 1836 | 1841 | 1846 | 1851 |
| ---- | ---- | ---- | ---- | ---- | ---- | ---- | ---- | ---- |
| 623  | 599  | 816  | 702  | 754  | 747  | 743  | 680  | 690  |

| 1856 | 1861 | 1866 | 1872 | 1876 | 1881 | 1886 | 1891 | 1896 |
| ---- | ---- | ---- | ---- | ---- | ---- | ---- | ---- | ---- |
| 628  | 626  | 542  | 505  | 474  | 443  | 438  | 421  | 410  |

| 1901 | 1906 | 1911 | 1921 | 1926 | 1931 | 1936 | 1946 | 1954 |
| ---- | ---- | ---- | ---- | ---- | ---- | ---- | ---- | ---- |
| 378  | 392  | 314  | 324  | 311  | 281  | 294  | 334  | 309  |

| 1962 | 1968 | 1975 | 1982 | 1990 | 1999 | 2005 | 2006 | 2010 |
| ---- | ---- | ---- | ---- | ---- | ---- | ---- | ---- | ---- |
| 271  | 287  | 316  | 365  | 584  | 642  | 665  | 670  | 677  |

| 2015 | 2020 | 2022 | - | - | - | - | - | - |
| ---- | ---- | ---- | - | - | - | - | - | - |
| 672  | 653  | 643  | - | - | - | - | - | - |

## Culture locale et patrimoine

### Lieux et monuments

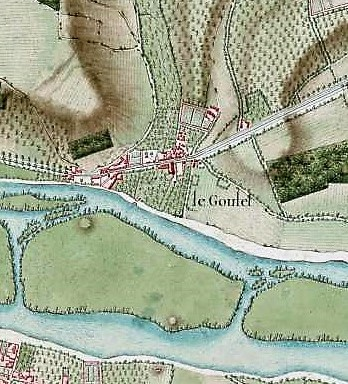
Le fort, représenté en partie basse de l'île sur la carte.

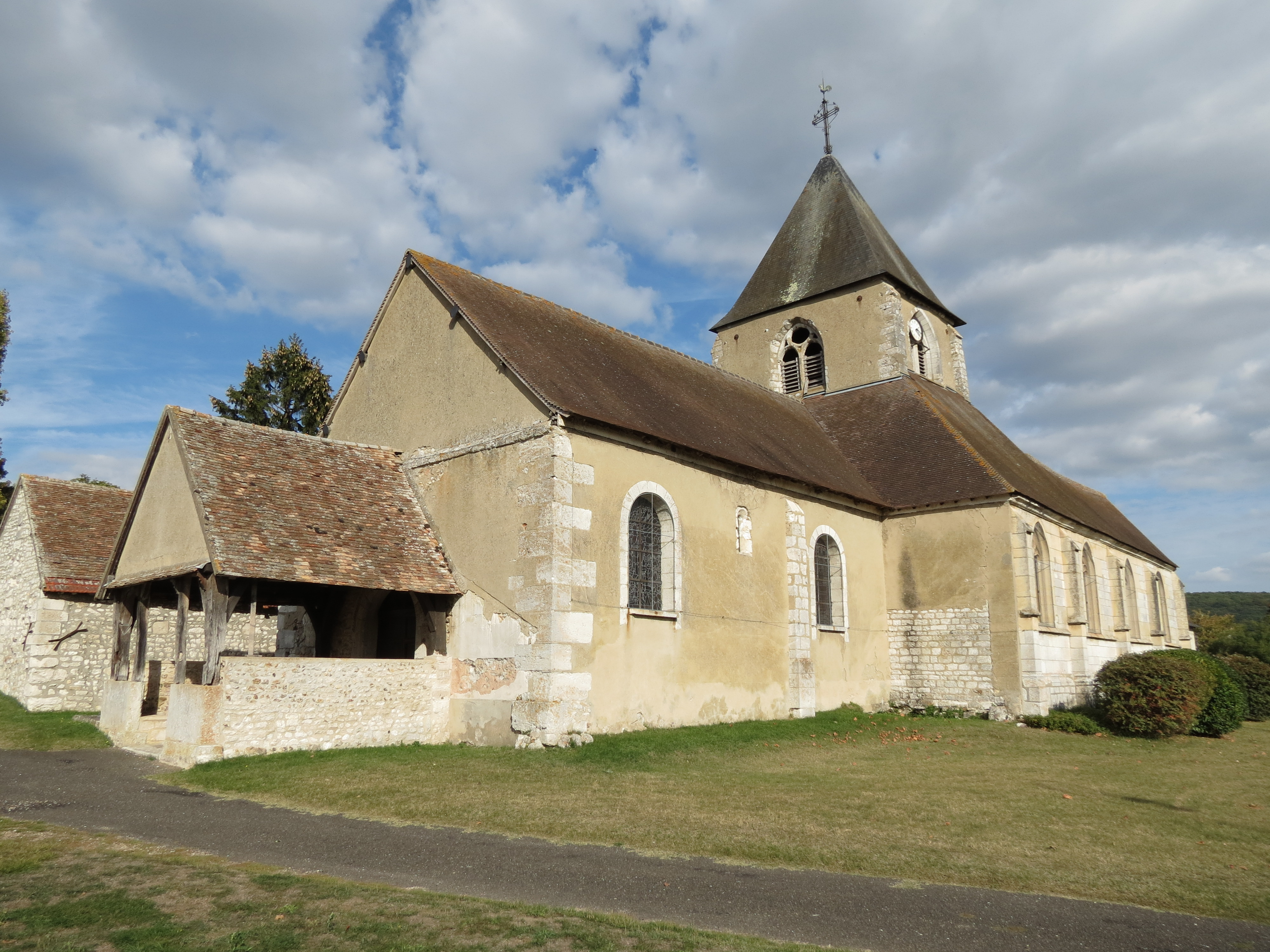
L'église Notre-Dame.

Sont recensés à l'inventaire général du patrimoine culturel :
- la croix du cimetière[26]
- la croix du carrefour (angle des rues de Vernon et Henri-Delavigne) cadastrée AC62[27],
- la croix de chemin,
- l'église Notre-Dame[28]
- la maison cadastrée AC92[27],[29]
- la ferme cadastrée AC24[27],[30]
- le château fort cadastré AD23[27],[31] implanté sur l'Île aux Bœufs
- l'église Sainte-Geneviève[32] au lieu-dit Pressagny-le-Val

### Personnalités liées à la commune
- Michel de Decker (1948-2019), historien du paysage audiovisuel des années 2000-2010, y avait son domicile.